# Poppenkast

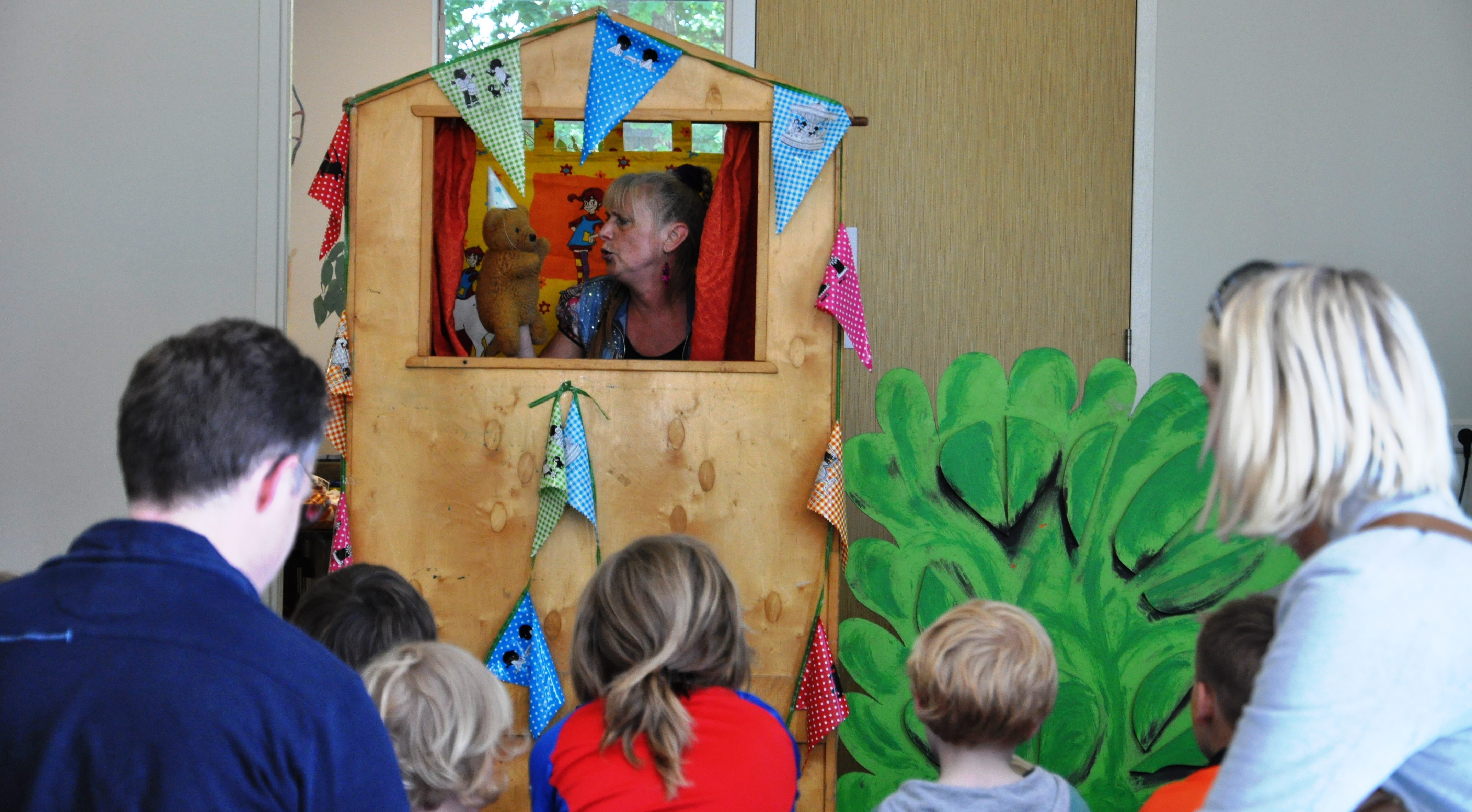
Poppenkastvoorstelling.

Een poppenkast is een "theater" waarin met behulp van handpoppen een verhaal wordt uitgebeeld. De kast, vaak vervaardigd van latten of stangen bekleed met gordijnen, is zo groot dat de poppenspeler zich onder het "speelvlak" zittend of staande kan verbergen. Ingeval men met marionetten speelt, bevindt er zich achter de kast een bank waarop de spelers zich heen en weer kunnen bewegen. Ze bevinden zich dus achter het schouwtoneel en kijken dan neer op hun poppen.

## Geschiedenis
Poppenkast was een manier om verhalen te vertellen, veelal was het grootste deel van de bevolking analfabeet. Boeken waren voor hen onbereikbaar, en de artiesten die vaak wel hadden leren lezen en schrijven, brachten de boodschappen op deze manier over aan het grote publiek.
In de middeleeuwen bestond al een soort 'poppenkast' dat doeckenspiel werd genoemd. In heel Europa werd poppenkast op jaarmarkten en kermissen heel populair. Dit was het theater van de straat. En natuurlijk alleen voor volwassenen. In de Nederlandse poppenkast verscheen in de Gouden Eeuw Jan Klaassen (of Jan Claesz) in de Amsterdamse poppenkast samen met zijn vrouw Katrijn (of Catharina).
Er woonde in deze tijd een gelijknamig kleurrijk echtpaar in de Amsterdamse Jordaan die misschien model hebben gestaan voor de nu nog bekende poppen. Ook bestaat er een theorie van Jacob van Lennep dat deze Jan Claesz uit de Moddermansgang zelf met dit poppenspel begonnen is. Dit Jan-Klaassenspel was de voorloper van het hedendaagse cabaret en vaak werden actuele situaties en personages op de hak genomen.
Antwerpen kent sinds de zestiende eeuw zijn "poesjenel" (verbastering van het Italiaanse Pulcinella).

### 19de eeuw
Toen op het einde van de 19e eeuw poppenkast in de kinderhoek terechtkwam, werd dit een flauwe weergave van wat eerst geweest moest zijn.
De hoofdpersonen waren gewoonlijk Jan Klaassen en zijn vrouw Katrijn. De twee beleefden allerlei nogal stereotiepe avonturen, waarbij de domheid van Jan Klaassen een grote rol speelde. Vaak werd het publiek, bestaande uit jonge kinderen, bij het verhaal betrokken. Ze moesten Jan bijvoorbeeld roepen als iemand een kistje of iets vergelijkbaars wilde stelen, iets wat men maar al te graag deed. Jan Klaassen is een figuur zoals Tijl Uilenspiegel.

### Moderne tijd
Toch werd de poppenkast, vooral in de zeventiger jaren van de vorige eeuw weer opnieuw ontdekt. Sommigen (Louis Contryn bijvoorbeeld) maakten er zelfs hun beroep van. Ook waren er poppenspelers die het aan durfden om weer de straat op te gaan en ook voor volwassenen te spelen, vaak met een achtergrond van (politieke) satire. De traditionele straatpoppenkast van 'De Amsterdamsche poppenkast' is op vele openbare plekken te zien.

## Trivia

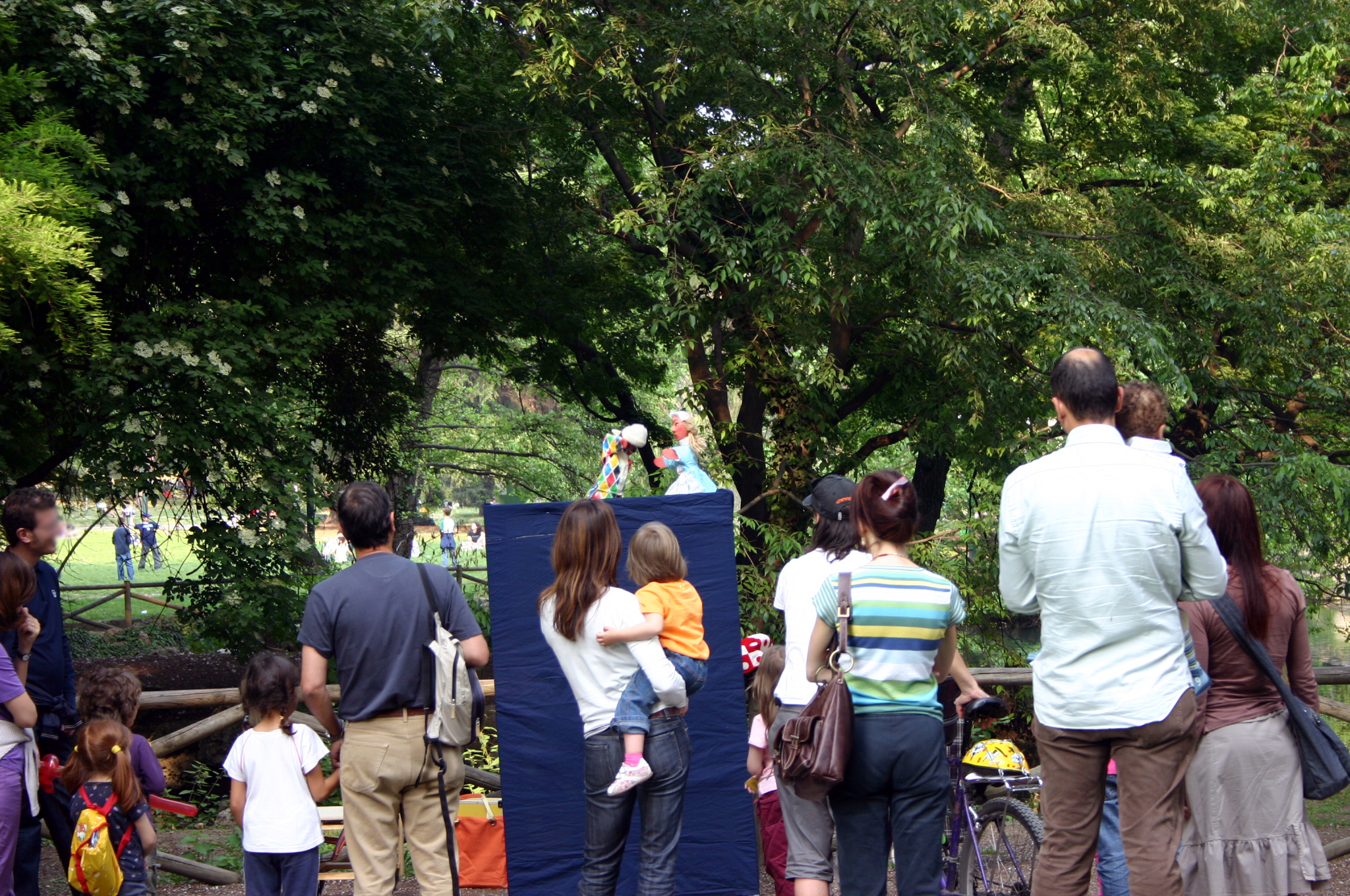
Poppenkast met handpop en sokpop

- Op de Dam van Amsterdam stond sinds de helft van de 19e eeuw een poppenkast van de van oorsprong uit Italië (Picinisco) afkomstige familie Capaldi (in Nederland geheten Cabalt). Kersbergen was de laatste telg van deze familie van poppenkastspelers, hij stopte in 1981 op de Dam. De traditie is wel voortgezet tot op de dag van vandaag. Op 19 augustus 2018 ontving deze poppenkast een jubileumpenning vanwege zijn 125-jarig bestaan.
- Op het Binnenwegplein in Rotterdam staat sinds 1980 een vaste poppenkast, waarin voorstellingen worden gegeven door Wim Noordegraaf, Jos van Beers, Koos Wieman en John de Winter.
- Er wordt ook verondersteld dat Jan Klaasen een verre nazaat van Pulcinella is uit de commedia dell'arte, bijvoorbeeld een harlekijn komt ook vaak voor bij de poppenkastpoppen.
- Aanstellerij wordt ook wel met "poppenkast" aangeduid.

## Afbeeldingen

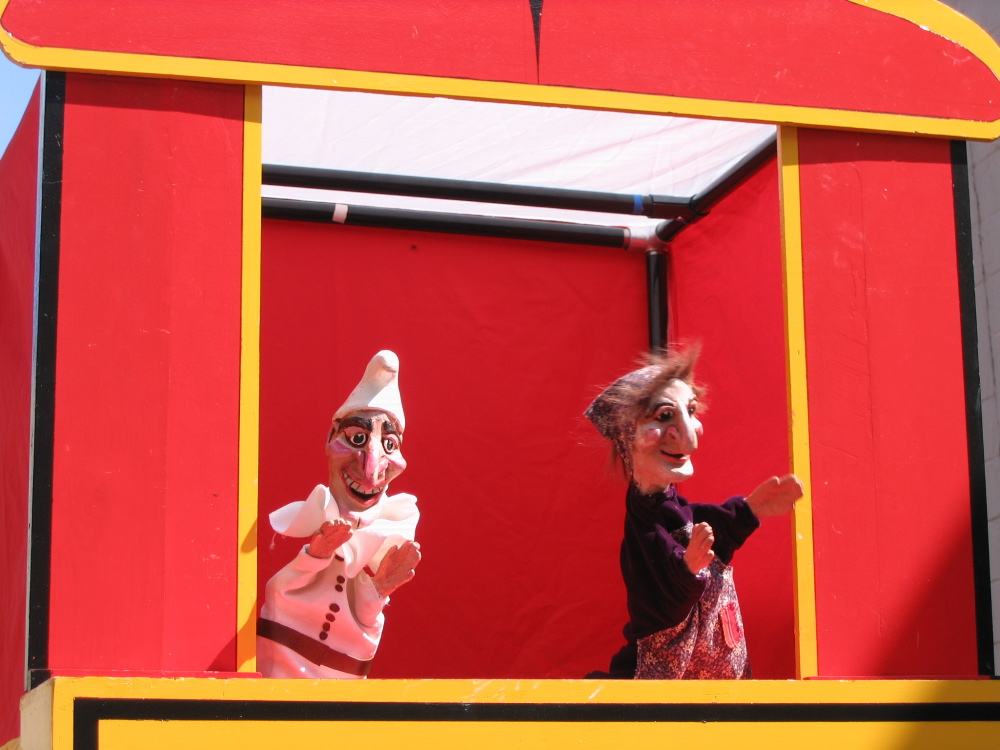
Poppenkast in Philadelphia, Punch and Judy (zoals Jan Klaassen en Katrijn)
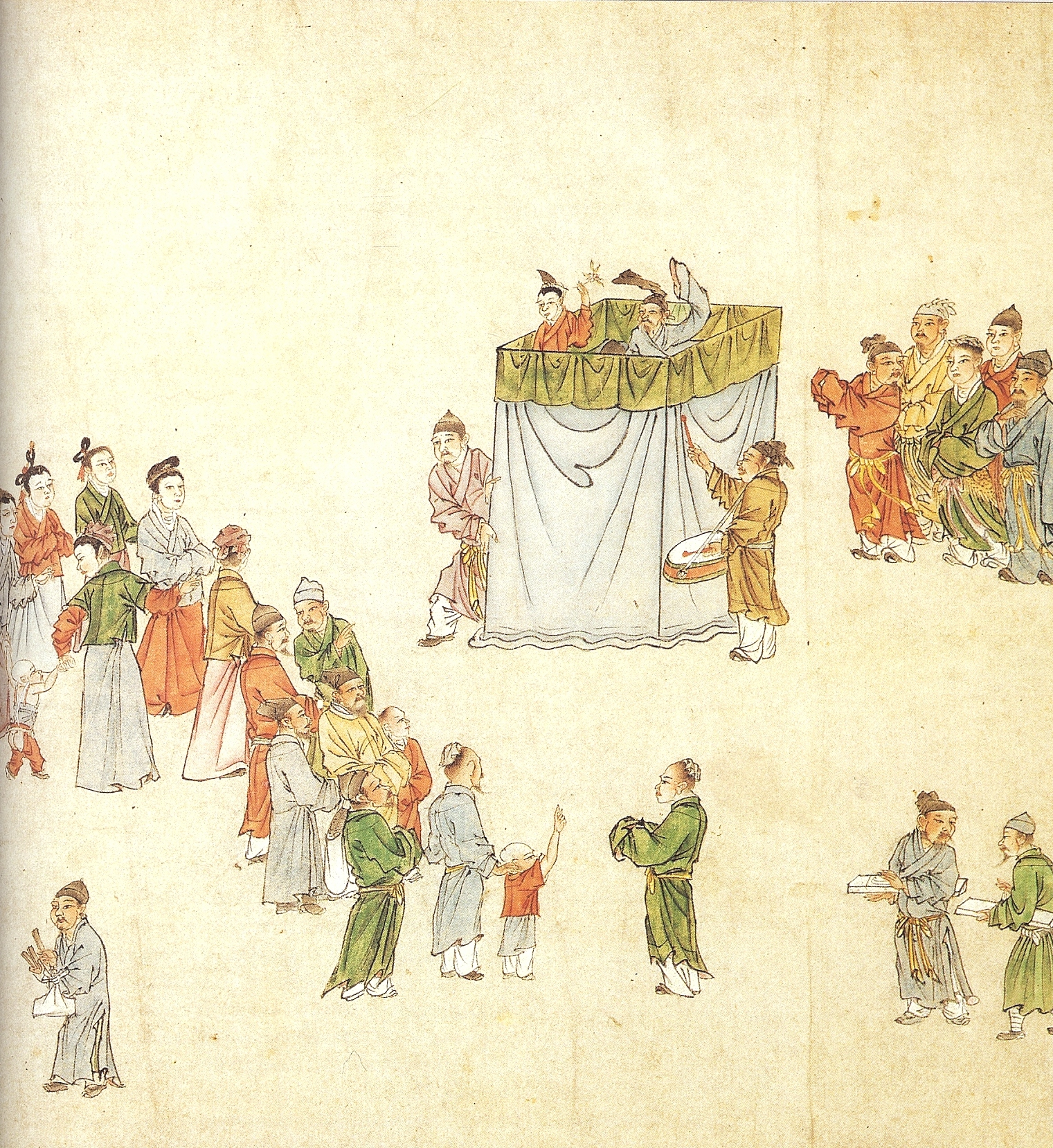
Menigte bij poppentheater in China
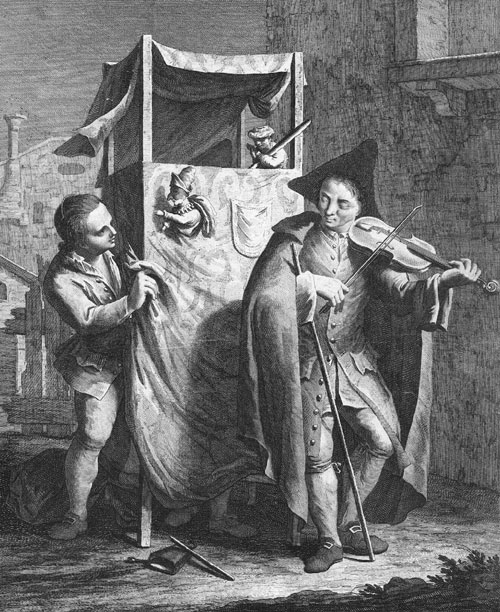
Poppenkast, ca. 1770
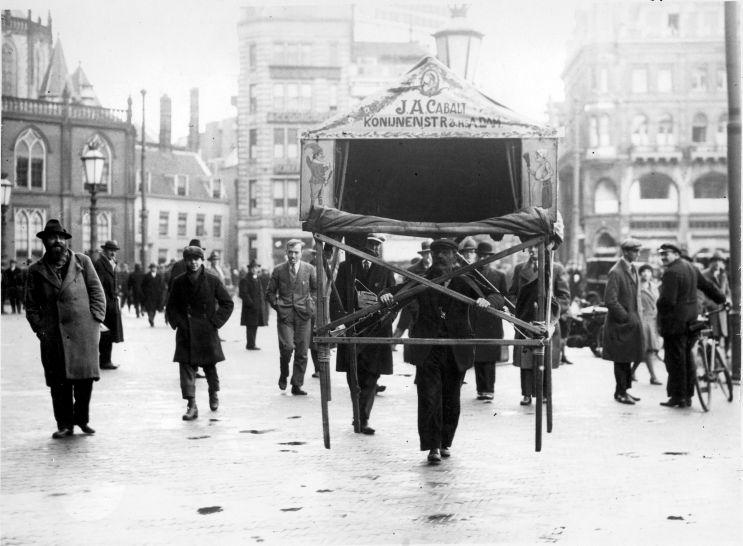
Poppenkastspeler Cabalt op de Dam in Amsterdam, 1935
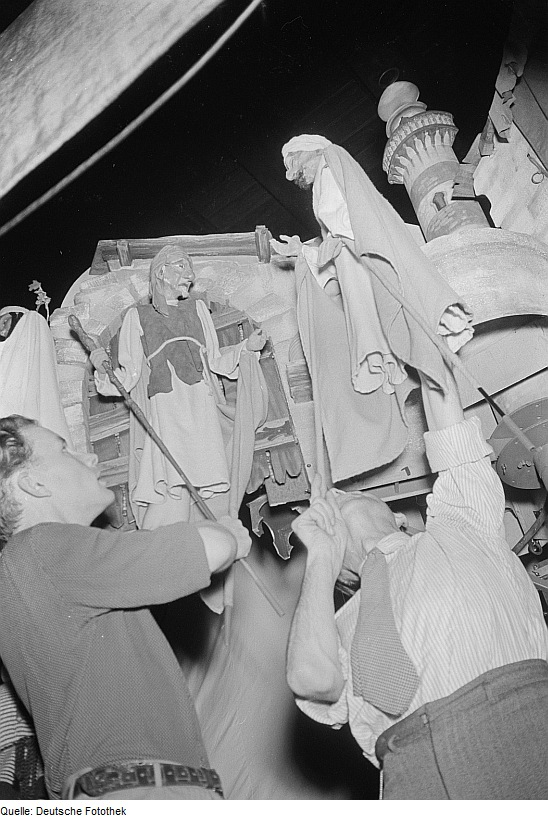
Poppenspeler Paul Hölzig en collega's tijdens een opvoering van Nasreddin Hodja
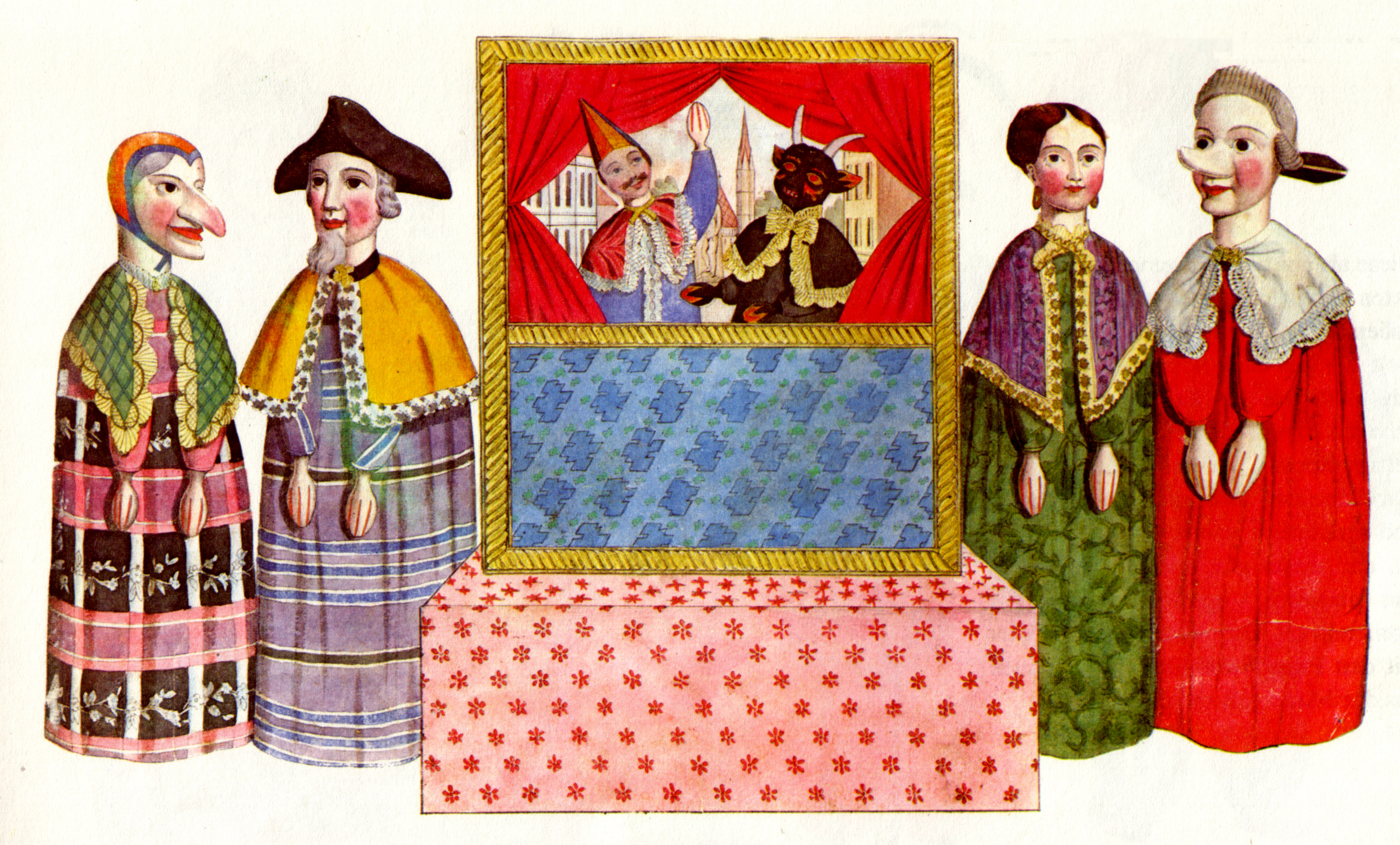
Nürnberger Munsterbuch Kasperltheater
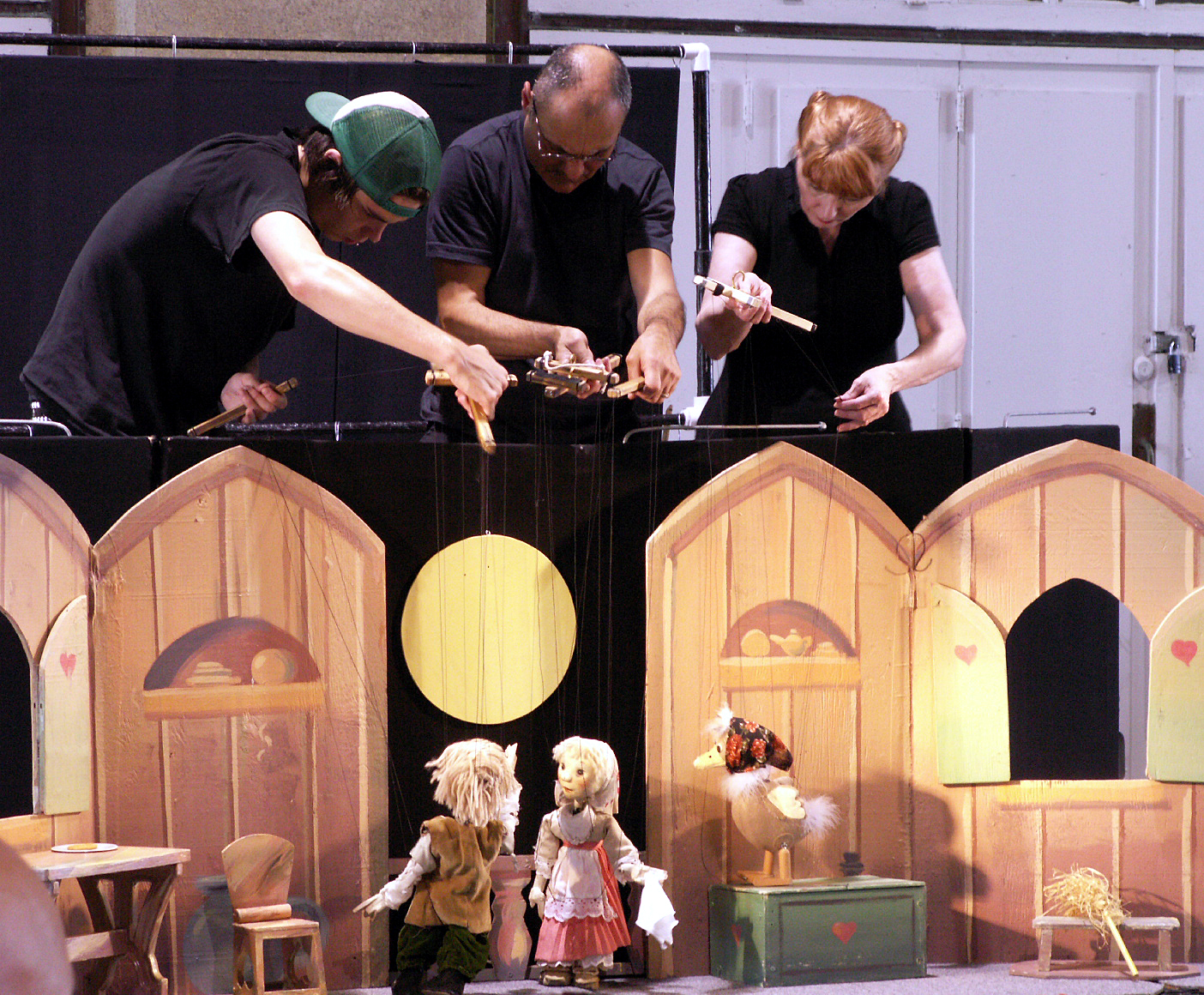
Marionettenshow
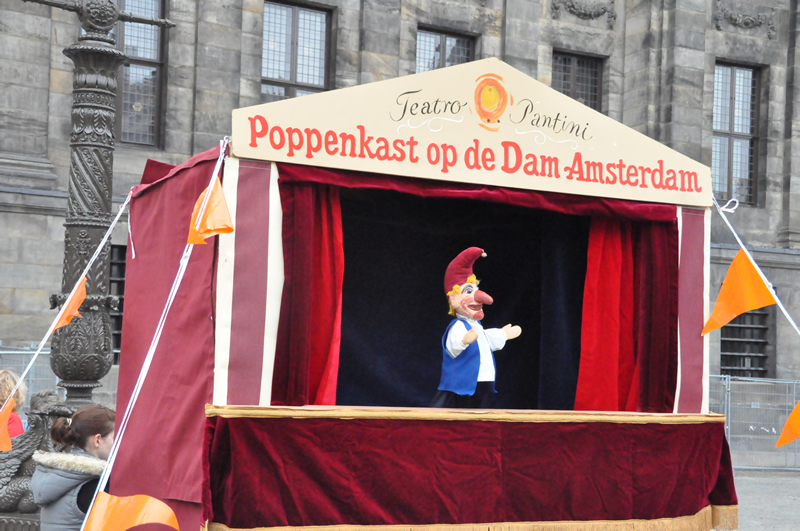
Poppenkast op de Dam 2012